# Obryv Povorot
Obryv Povorot (englische Transkription von russisch Обрыв Поворот Obryw Poworot, deutsch ‚Wendungs-Abbruch‘) ist ein Kliff im ostantarktischen Mac-Robertson-Land. Es ragt im Gebiet der Hay Hills am nördlichen Ende des Mawson Escarpment auf.
Russische Wissenschaftler benannten es.